# Mozilla Composer
 (novembre 2020).
Si vous disposez d'ouvrages ou d'articles de référence ou si vous connaissez des sites web de qualité traitant du thème abordé ici, merci de compléter l'article en donnant les références utiles à sa vérifiabilité et en les liant à la section « Notes et références ».
Pour les articles homonymes, voir Composer et Mozilla.
Mozilla Composer est l'éditeur HTML graphique, libre et gratuit de la suite Mozilla. Il est inclus dans SeaMonkey. Il est utilisé afin de créer des pages web, des courriels et des documents textuels facilement grâce à la technologie WYSIWYG. Il permet également de voir et d'éditer le code HTML directement.
Depuis la fin du support de la suite Mozilla, elle est séparée en trois parties indépendantes: Firefox pour le navigateur Web, Thunderbird pour le client de messagerie et Composer pour l'éditeur HTML.
Nvu est la version indépendante de Composer, qui est disponible sans la suite Mozilla. Il est sponsorisé par Linspire et intègre le CSS.
Mozilla Composer est à ne pas confondre avec le logiciel open source KompoZer, qui est un projet issu de Nvu. KompoZer est également un logiciel de création et d'édition de pages web.